# المعهد الدولي لدراسات السلام والتنمية
المعهد الدولي للسلام والتنمية المعني بالدراسات بالإنجليزية: المعهد الدولي لدراسات السلام والتنمية - IIPDS) هو مؤسسة بحثية مستقلة متخصصة في مجال السلام والصراع والتنمية، ومقرها بانكوك، في تايلاند. تم تأسيس المعهد في عام 2005 من قبل مؤسسة الموارد الآسيوية (ARF)، لتقديم دورات وورش عمل حول دراسات السلام والتنمية وحقوق الإنسان في جميع أنحاء آسيا. تطور IIPDS أيضًا جزءًا من أنشطتها البحثية من خلال نشر المجلات والكتب العلمية.